# Puig Pastors
El puig Pastors és una muntanya de la comuna de Montferrer, a la comarca nord-catalana del Vallespir. És en el sector occidental del terme de Montferrer, al nord del Mas Sobrequers i al sud del Pla de la Bena, a l'oest del poble de Montferrer.